# São Francisco (Minas Gerais)
São Francisco é um município brasileiro situado às margens do rio São Francisco, em Minas Gerais.
Sua população total é a 4ª maior do norte do Estado de Minas Gerais.

## História
Fundada em 1877 por Domingos do Prado e Oliveira, nasce a Fazenda Pedras de Cima, entre a beleza do rio, das pedras e dos angicos. Batizada por vários nomes como: Pedras de Cima, Pedras dos Angicos, São José das Pedras dos Angicos, São Francisco das Pedras e numa homenagem ao rio foi sacramentado o nome definitivo: São Francisco. E cada um desses nomes tem a sua história; Pedras de Cima para distinguir do nome dado a Maria da Cruz que era Pedra de Baixo. Com o desaparecimento do proprietário Domingos do Prado e Oliveira, depois da conjuração do São Francisco, a Fazenda Pedras de Cima, transformada em povoado de Pedras dos Angicos. Emancipando da paróquia de Contendas conservou o mesmo nome, depois foi acrescido o nome de São José das Pedras dos Angicos.

São Francisco, s.d. Arquivo Nacional.

Por duas vezes, sendo a última em 1850, foi incorporada ao município de Montes Claros das Formigas. Em 6 de novembro de 1866 ocorreu a emancipação eclesiástica da Paróquia de Contendas. Nesta data a Lei Provincial nº 1.356 criava o distrito de Paz com a Paróquia de São José das Contendas. Em 30 de março de 1871, pela Lei nº 1755, confirmada pela Lei nº 1.996 de 4 de novembro de 1873, ocorre a mudança da sede municipal da comarca do Rio São Francisco para o povoado de Pedras dos Angicos. Nesse mesmo ano desencadeia-se uma luta pela emancipação das Pedras havendo um confronto entre os partidos políticos da época: Liberais e Conservadores na Assembleia Provincial pelo mesmo motivo. A causa desse confronto era que o distrito progredia a olhos vistos, superando a sede (São Romão). A mudança da sede municipal concretizou-se em 1874, transferindo-se, também os arquivos, o que provocou a fuga do presidente da Câmara para as Pedras. No dia 12 de Junho do mesmo ano a transferência foi efetivada. Assim ficou instalado o poder executivo nas Pedras dos Angicos, em 12 de Junho de 1876, com os seguinte membros:
- Presidente: Francisco de Paula Souza Bretas - Vereadores: Justino Nunes de Macedo; Melquíades José Gomes; João Quirino da Cunha; João Antônio Magalhães; Joaquim Gomes de Abreu.
O primeiro Juiz de direito foi Francisco Manoel Paraíso Cavalcante. Em 1876, realizou-se o 1º pleito municipal da nova unidade administrativa, ficando assim construída a mesa diretora da Câmara, para o quatriênio a começar em 1877. - Presidente: Francisco de Paula Souza Bretas - Vice-presidente: João Rodrigues Néri Gangana - Vereadores: Melquíades José Gomes, Emídio Gonçalves Pereira, Valentim Ernesto da Mota e Jacinto José Gomes.
No decorrer de 1877, em outubro, por proposta do Deputado Eufrosino, eleva-se a vila à categoria de Cidade com a denominação de Cidade Evangelina. Na mesma sessão o Deputado Taioba Júnior apresenta a emenda de nº 7, propondo a mudança de Cidade Evangelina para São Francisco das Pedras. Em 25 de Outubro o projeto foi aprovado com a simplificação de Cidade de São Francisco. Em 1877, no dia 5 de novembro, pela Lei nº 2.416, recebeu o nome de São Francisco, deixando, assim, a categoria de vila e era a mais nova e bela cidade ribeirinha.

## Geografia
Localiza-se a uma latitude 15º56'55" sul e a uma longitude 44º51'52" oeste, estando a uma altitude de 918 metros.
Pelo censo 2010 do IBGE, sua população é 53.828 habitantes 
- (homens: 27.658, 51,4%; mulheres: 26.170, 48,6%).
São Francisco se encontra mais próximo da capital federal Brasília-DF (441 Km) do que da capital estadual Belo Horizonte (589 Km).

## Estrutura
A cidade conta com ruas largas e planas na região central. A maioria das vias urbanas próximas à região central é pavimentada e permite acesso fácil às regiões mais distantes. A rodovia que liga a cidade de São Francisco ao município de Luislândia possui maior tráfego de veículos. A travessia sobre o rio São Francisco é feita por balsas, que fazem o percurso periodicamente e despertam bastante curiosidade nos visitantes. A cidade conta com um enorme espaço aberto para festas na região central, conhecido como "Cimentão"; um Centro Cultural Católico; o Parque de Exposições Zezé Botelho; um estádio de futebol; e duas estações rodoviárias. Há também um grande número de praças espalhadas por toda a cidade. Como forma de contenção da água do rio nas épocas de cheia, foi criado um aterro às margens do rio em toda a região central, impedindo as inundações na cidade.

## Economia
A economia de São Francisco consiste na agropecuária, piscicultura, e está em andamento a extração de gás natural na margem do rio São Francisco, além do comércio entre comerciantes e serviços. Há a presença do setor industrial no município, porém com influência econômica bastante discreta. Em plena expansão Econômica, São Francisco é a maior cidade produtora de cabeça animal do Estado de Minas Gerais.

## Segurança Pública
São Francisco conta com a 13° CIA Independente da Polícia Militar, uma Delegacia de Polícia Civil, uma Delegacia especializada DH (Divisão De Homicídios) que é responsável por atender todas às ocorrências no município e demais municípios limítrofes. Conta também com 6 delegados especializados em combate ao crime-organizado, fraudes, inteligência, dentre outras especialidades. Conta também com a Sede do COT, unidade especial de elite da Policia Federal, e conta também com uma sede da Agência Brasileira de Inteligência. O patrulhamento ostensivo na cidade é realizado pelo Grupo Especial Da Policia Militar (GRUPO TÁTICO), que vem passar ainda mais segurança para seus habitantes.

## Saúde
São Francisco conta com o Hospital Municipal Dr Brício de Castro, situado na Av Dom Pedro de Alcântara, parte central da cidade, e diversos Postos de Saúde Familiares (PSF's) espalhados por regiões estratégicas, além dos postos de atendimento à população dos povoados e distritos pertencentes ao município.

## Educação
A cidade de São Francisco conta com inúmeras escolas públicas e privadas de ensino fundamental e médio, além de algumas instituições de ensino superior. A Universidade Estadual de Montes Claros mantém alguns cursos de licenciatura na cidade. Há também a presença de instituições de ensino técnico, creches e a Instituição Caio Martins, que funciona em regime de internato. Grande parte dos estudantes migra para cidades vizinhas em busca de formação superior, sendo as cidades de Montes Claros e Januária os destinos mais comuns à população acadêmica de São Francisco.

## Cultura

### Artesanato
O artesanato da região é passado de geração para geração. De origem indígena, tem características primitivas, conservando a sua forma pura. A matéria-prima utilizada é extraída da natureza. Os Quilombolas da comunidade Buriti Do Meio são destaque nessa arte. As famosas "carrancas", comuns em cidades ribeirinhas, também podem ser encontradas em diversos pontos da cidade. São feitas por escultores e têm importante ligação com o folclore local.

## Turismo

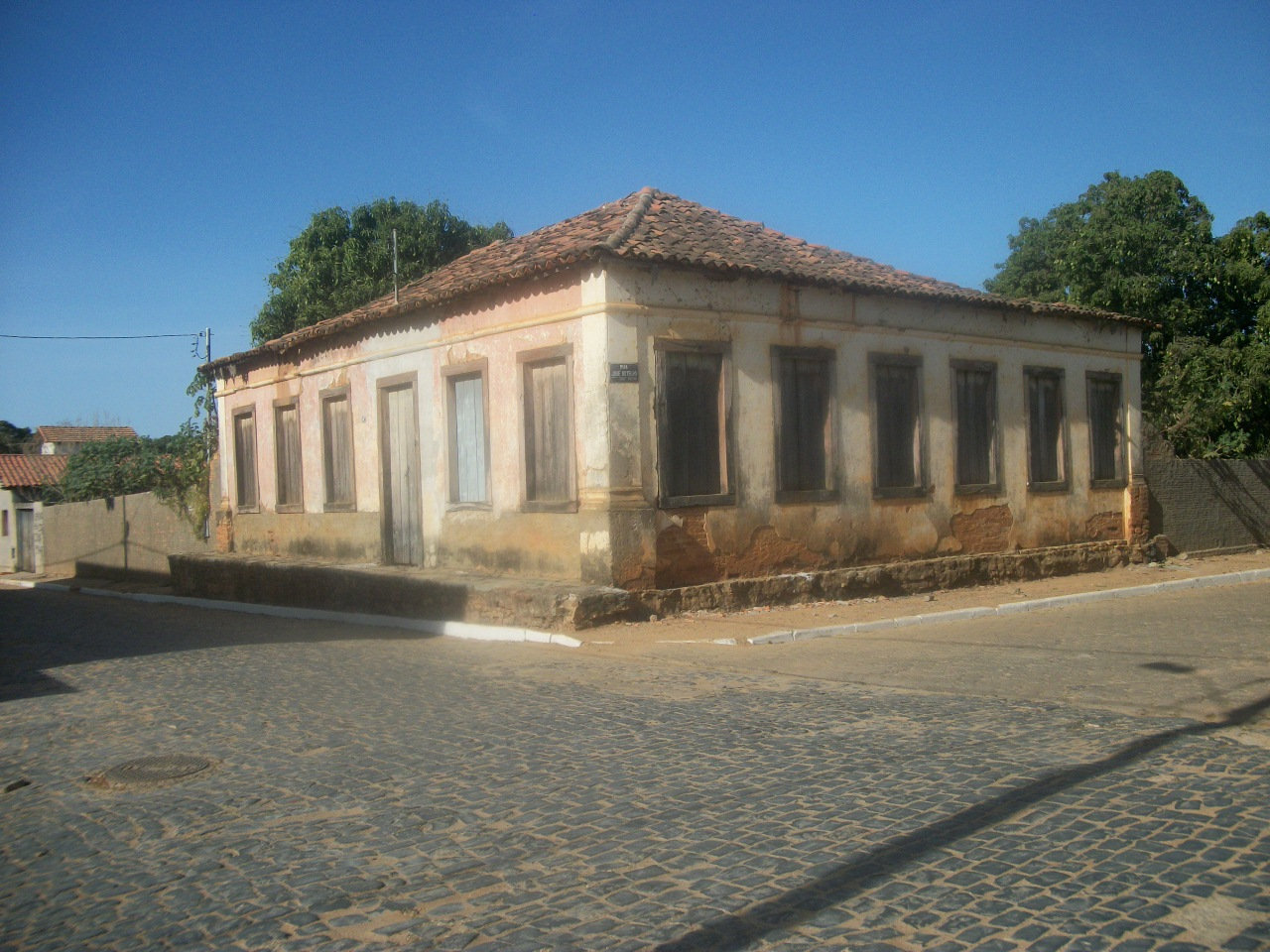
A casa dos cassi

Como na maioria das pequenas cidades ribeirinhas, o rio São Francisco possui grande importância no turismo local, abrigando diversos bares e clubes em suas margens e proximidades, além de pontos de observação do famoso pôr do sol que pode ser evidenciado durante quase o ano inteiro. Durante alguns meses do ano, geralmente entre junho e outubro, há a formação da praia na margem esquerda do rio, que conta com vários bares e atrai moradores e turistas de toda a região. São Francisco também conta com praças e construções antigas, algumas com quase 150 anos, como a igrejinha de São Félix e a Casa Dos Cassi, construída por mãos escravas. Um famoso cartão postal da cidade é a Igreja Matriz de São José - uma construção diferente das demais igrejas e que tem as torres reluzentes ao pôr do sol. Algumas festas típicas e manifestações folclóricas também contribuem para o aumento do turismo no município.                                                

### Igreja Matriz de São José
A matriz de São José foi construída em 1890. No seu interior há um altar com a imagem de São José, que é rodeado por luminárias de diversas cores. A igreja tem capacidade para 500 pessoas. Em frente à igreja há um Cruzeiro, que serve de ponto de observação para o pôr do sol. A outra paróquia da cidade é a de Nossa Senhora Aparecida, que promove todo ano, no dia 12 de outubro, a celebração religiosa com maior participação popular da cidade.

### Igreja de São Félix

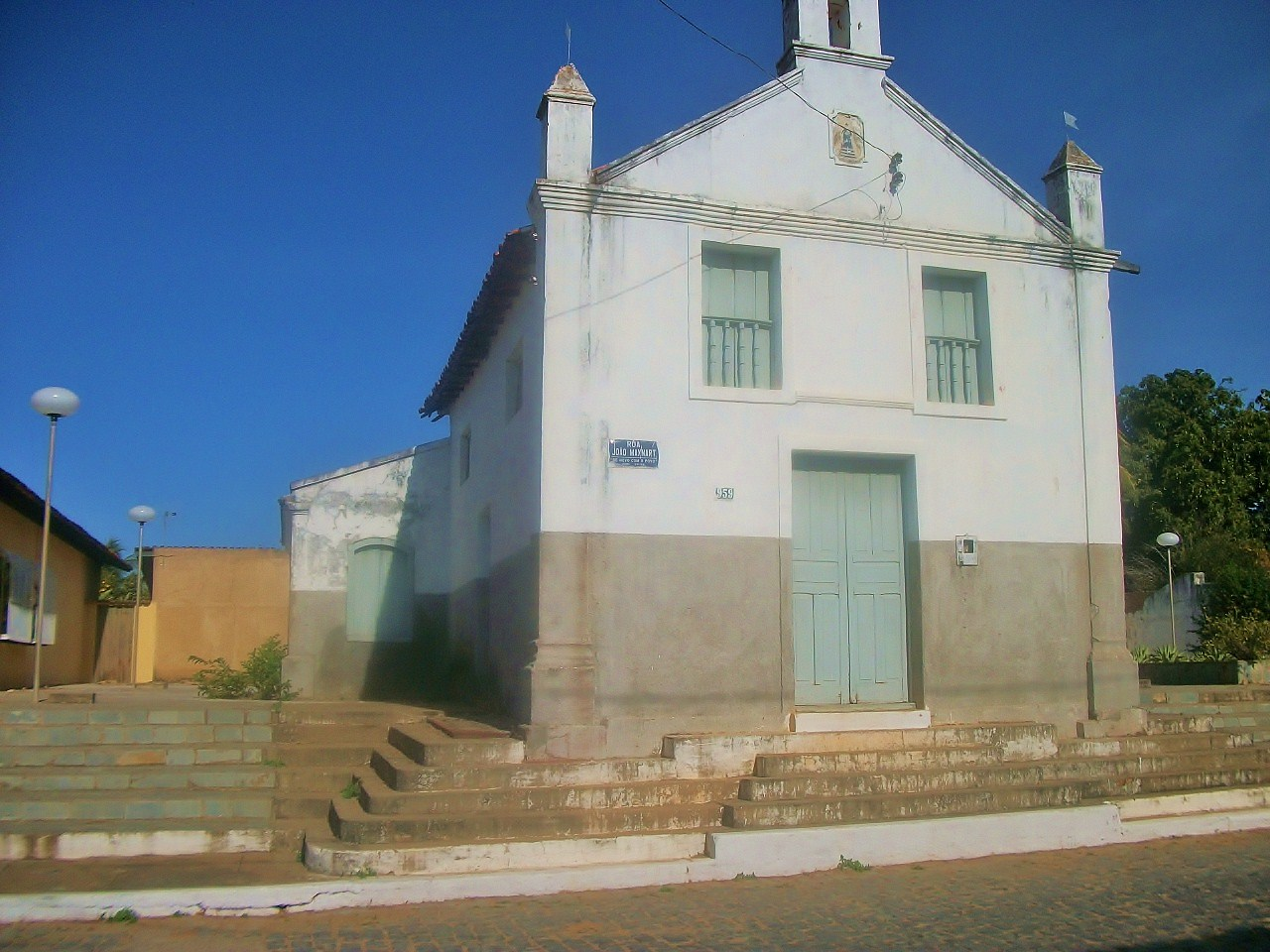
Igrejinha de São Félix

A Igreja de São Félix foi fundada há 116 anos mais ou menos, a imagem de São Félix e de santo Antônio foram trazidas de Portugal encomendada pelo Senhor Floriano da Cunha Lima que construiu a Igreja, nascido em 28 de maio de 1879,natural de São Francisco-MG e filho de Manuel Umbelino da Cunha e Jacinta Gonçalves Lima , sua profissão era Padeiro da cidade de São Francisco, residia na Rua Martinho de Campos, n°153 -São Francisco/MG, completo cidadão, casou com Emília e tiveram muitos filhos mas só três que viveram, um deles recebem o nome do santo, Izabel Cunha Lima ,a mais velha(1924)Felix Cunha Lima nascido(20/11/1934)e Antônio da Cunha Lima(1939).
Na Igreja sua conservação foi de  estilo próprio de sua época,com forma um pouco rústica. A Igreja conta com um altar, portas e janelas de madeira e um coro, também de madeira, situado acima da porta central. Atualmente, é usada apenas para ocasiões especiais (cerimônias de primeira comunhão) e em velórios.

### O Pôr do sol

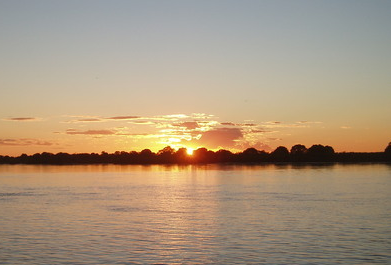
Por do sol

São Francisco é conhecida por ter o mais belo pôr do sol do vale do São Francisco; belezas que não fugiram aos olhos do escritor Guimarães Rosa: "E a formosa cidade de São Francisco, a quem o rio olha com tanto amor". O fenômeno pode ser apreciado todo dia ao anoitecer.

### Clubes de Pesca
O clube Mineiro de Pescadores, fundado em 20 de março de 1953, é uma sociedade sem fins lucrativos com a finalidade de proporcionar lazer aos seus sócios, parentes e convidados. O CMP possui 24 apartamentos, sendo 4 com cinco camas e os demais com três.
A cidade conta também com o Clube de Pesca Riachão, que possui área de 14.000 m² e foi construído em 1990. É arborizado com aproximadamente 40 árvores frondosas, frutíferas, floridas e possui um bonito gramado. O clube é composto por uma casa com 35 leitos, quatro banheiros, duas casinhas, uma sala de jogos, telefone, televisão, congeladores para guardar os peixes e uma pequena área de serviço. Possui também vários escaninhos, que são uma espécie de depósito que o pescador pode alugar para guardar desde o material até o barco.

### Praça Do Centenário
A praça do Centenário está situada no centro da cidade de São Francisco, abrigando várias lojas, lanchonetes, papelarias e outros pontos comerciais. Conta com muitas árvores e jardins, sendo um importante ponto de lazer para a família e famoso ponto de encontro dos namorados. No natal suas árvores ficam cobertas de luzes, o que dá um charme a mais para a cidade.

### Praça de Esportes
A Praça de Esportes é arborizada e com canteiros gramados. Possui uma infraestrutura capaz de atender à população com duas quadras poliesportivas, uma quadra de peteca, uma de tênis e um campo de futebol society. Conta ainda com piscinas para crianças e adultos e alguns vestiários. Costuma sediar competições esportivas regionais e eventualmente espetáculos musicais, culturais e outras manifestações.

## Religião
A religiosidade tem influência marcante nas principais manifestações culturais do povo san-franciscano, principalmente nas festas folclóricas. A cidade de São Francisco conta com uma população de maioria católica, porém houve na última década um importante crescimento das comunidades evangélicas no município. Há ainda a presença de religiões afro-brasileiras, como candomblé.

## Festas
Folia de Reis
São Gonçalo
É uma das maiores manifestações culturais e religiosas de São Francisco. Muitos devotos fazem festa para o Santo oferecendo uma dança. A cerimônia ocorre na maioria das vezes como pagamento de promessa. Há muitas Lendas sobre São Gonçalo: dizem muitos que a sua dança vem do começo do Mundo e que ele fora muito farrista e, para pagar suas dívidas, dançava durante a noite toda com pregos nos sapatos. É famoso também por ter sido muito alegre, gostava de tocar viola e por meio dos versos ensinava a Religião. Na cidade existem muitos grupos dessa dança.
Além das festas religiosas e folclóricas, São Francisco costuma sediar micaretas e festas regionais populares na cidade e nos inúmeros povoados e distritos pertencentes ao município. As frequentes festas organizadas por comunidades, como as "barraquinhas de Santo Antônio", também têm grande importância no município.
Vaquejada Nacional do Grupo Malobri
É uma das maiores vaquejadas do Norte de Minas e Sul da Bahia, a festa ocorre desde os anos 70. A fazenda Malobri foi onde aconteceu a festa até o ano de 2009, onde ocorreu o ultimo evento. A partir de 2010 foi inaugurado um novo parque na Fazenda Belmonte que fica a 25 km da cidade de São Francisco, pela MG-161 que liga a São Francisco a cidade de São Romão, com novas instalações e um parque moderno, com área de camping, gerador próprio e estacionamento para 2000 mil veículos. A festa acontece todos os anos no primeiro final de semana do mês de maio. O Evento é realizado na sexta, sábado e domingo. Todos os dias acontecem shows e vaquejada. Ate o ano de 2012, o Grupo Malobri havia realizado 26 vaquejadas.

## Literatura
- Rejane Meireles Amaral Rodrigues: Oralidade: As várias faces da via de Antônio Dó, Fênix – Revista de História e Estudos Culturais (2005)

- João Naves de Melo: O Homem e suas Tempestades; A Saga de um Urucuiano; Viajando - Sete Portos; Do Cerrado às Barrancas do São Francisco; Folclore de São Francisco.
- Brasiliano Braz: São Francisco nos caminhos da história